# Exorista rusucana
Exorista rusucana là một loài ruồi trong họ Tachinidae.